# Robert Freitas
Robert de Almendra Freitas (José de Freitas, 16 de novembro de 1947 – Teresina, 5 de abril de 2021) foi um médico e político brasileiro, outrora deputado estadual pelo Piauí e prefeito de sua cidade natal.

## Dados biográficos
Filho de Ferdinand Carvalho de Almendra Freitas e Maria de Jesus Carvalho de Almendra Freitas. Médico especialista em Ortopedia, Medicina do Trabalho e Medicina Esportiva, foi coordenador médico do Hospital Getúlio Vargas em Teresina e Secretário Regional de Medicina Social do Instituto Nacional de Assistência Médica da Previdência Social (INAMPS). Eleito deputado estadual pelo PFL em 1986, 1990, 1994 e 1998, foi presidente da Assembleia Legislativa do Piauí entre 1993/1995. Filiado ao PSDB, foi eleito prefeito de José de Freitas em 2004 e reeleito em 2008, sendo cassado pelo Tribunal Regional Eleitoral do Piauí em 9 de setembro de 2010.
Disputou sua última eleição como candidato a prefeito de sua cidade natal via MDB em 2020, não sendo eleito.
Casado com Maria das Graças Basílio de Almendra Freitas. Possui três filhos: Claudia Basílio de Almendra Freitas, Ferdinand Carvalho de Almendra Freitas Neto e Robert de Almendra Freitas Júnior. Morreu em Teresina, aos 73 anos de idade, por complicações da COVID-19.